# Le Parisien
Le Parisien (Aujourd'hui en France per l'edizione nazionale), intitolato Le Parisien libéré fino al 1986, è un quotidiano francese di proprietà del Groupe Amaury. La sede e la tipografia sono situate a Saint-Ouen (Senna-Saint-Denis).
Primo quotidiano di Parigi e dell'Île-de-France, comprende dieci edizioni locali.

## Linea editoriale
Dalla fondazione, nel 1944, per opera di Émilien Amaury, Le Parisien libéré si presenta come un «giornale popolare di qualità», anche se per molto tempo rimane sinonimo di stampa sensazionalista e populista.
Il 25 gennaio 1986 il giornale rilancia la propria immagine cambiando nome in Le Parisien. D'ora in poi una parte è stampata a colori. Nel 1994 è lanciata l'edizione nazionale Aujourd'hui en France. Philippe Amaury, figlio di Émilien Amaury, l'allora proprietario del giornale, sfrutta i metodi di marketing per ripensare la linea editoriale. Gli articoli devono essere corti ma ben scritti, con parole semplici, al fine di facilitare la comprensione del lettore. Le illustrazioni, in particolare le fotografie che accompagnano il testo, devono occupare mediamente un terzo di ogni pagina.
Per disfarsi del proprio passato gaullista e per differenziarsi dai quotidiani d'opinione, la redazione sopprime l'editoriale: Le Parisien non vuole più difendere le proprie idee, ma quelle dei suoi lettori. I temi della vita quotidiana e delle preoccupazioni dei francesi prendono il sopravvento sulle pagine internazionali. Rubrica popolare per eccellenza, i faits divers sono il cuore del Parisien. In dieci anni, s'impone come uno dei migliori giornali del giornalismo d'inchiesta francese e detronizza France Soir, ormai in declino.
Oggi, Le Parisien è uno dei pochi giornali francesi le cui vendite aumentano, e che sembrano resistere alla stampa gratuita.

## Storia

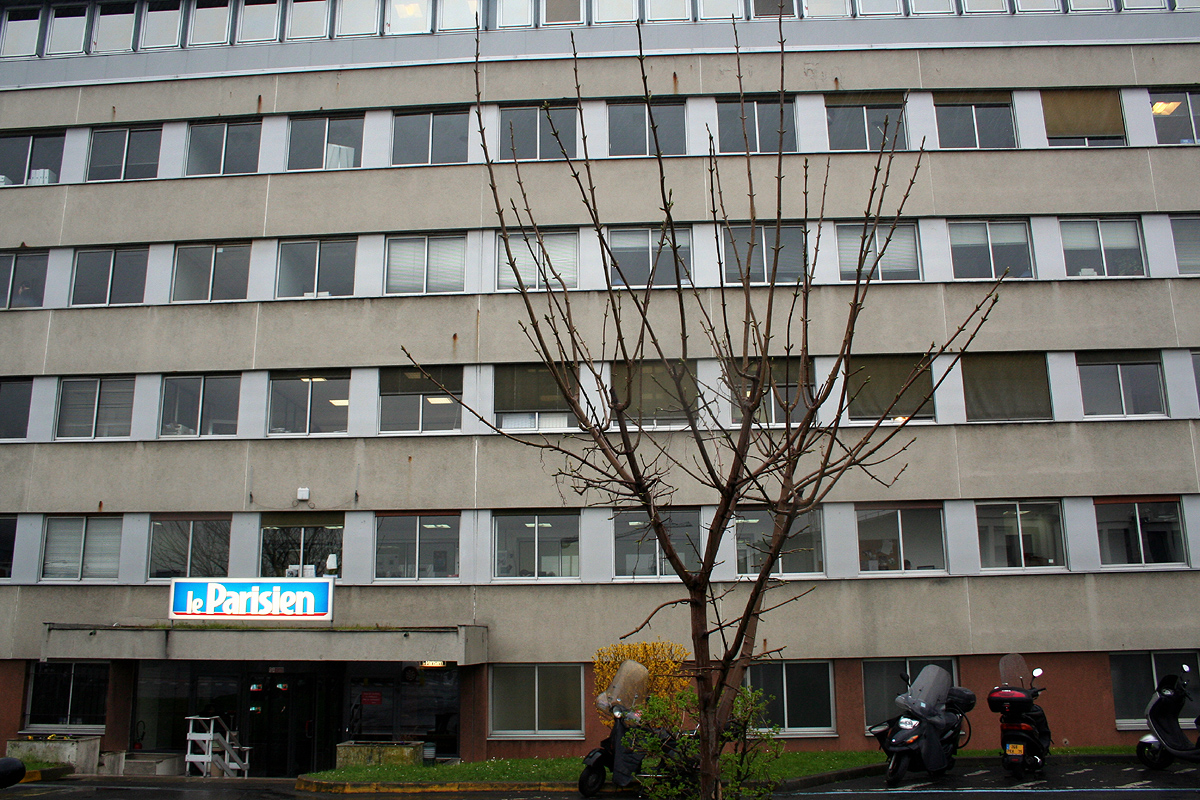
I locali del Parisien, a Saint-Ouen

Il Parisien libéré vide la luce il 22 agosto 1944; (80 anni fa) . Il primo titolo della prima pagina fu La victoire de Paris est en marche! (La vittoria di Parigi è in marcia!). La città fu infine liberata tre giorni più tardi. Per Émilien Amaury, membro eminente della Résistance, è già avventura.
La crisi del 1970 è drammatica per il quotidiano che perde la metà dei suoi lettori. Uno sciopero di diversi mesi del Syndicat du Livre CGT impedì, veramente, la completa pubblicazione del Parisien libéré. Da allora, quel titolo si riconquista, anno dopo anno, i suoi lettori, malgrado altri conflitti sindacali, tra il 1975 e il 1977. Una volta l'anno, a volte due, è tradizione che la tipografia blocchi l'uscita del giornale.
In seguito alla morte di Émilien Amaury nel 1977 e al termine di un conflitto giuridico con sua sorella Francine (che riprenderà possesso dei magazzini Marie-France e Point de Vue), il giornale viene rilevato da suo figlio Philippe che lo ribattezza Le Parisien nel 1985. Fuse tutte le edizioni (Aujourd'hui en France incluso), il titolo vende più di 600 000 copie al giorno. S'impone come primo quotidiano parigino.
Le Parisien e Aujourd'hui en France hanno una diffusione totale di circa 500 000 copie nei giorni settimanali e 350 000 copie la domenica.
Il 23 maggio 2006, Philippe Amaury muore. Sua moglie, Marie-Odile Amaury, gli succede alla presidenza del gruppo.
A fine 2015 il gruppo Amaury cede Le Parisien al gruppo LVMH.
| Anno | Circolazione |
| ---- | ------------ |
| 2016 | 208,978      |
| 2017 | 207,386      |
| 2018 | 196,226      |
| 2019 | 187,041      |
| 2020 | 180,854      |

## Le edizioni locali
Cifre OJD 2007
- 60 Oise, 34 351 copie, edizione dipartimentale
- 75 Parigi, 58 580 copie, edizione dipartimentale
- 77 Seine-et-Marne, 39 919 copie, 2 edizioni : Seine-et-Marne Nord e Seine-et-Marne Sud
- 78 Yvelines, 32 964 copie, edizione dipartimentale
- 91 Essonne, 32 500 copie, edizione dipartimentale
- 92 Hauts-de-Seine, 31 656 copie, edizione dipartimentale
- 93 Senna-Saint-Denis, 40 194 copie, edizione dipartimentale
- 94 Val-de-Marne, 33 794 copie, edizione dipartimentale
- 95 Val-d'Oise, 35 737 copie, edizione dipartimentale